# Вторжение извне
«Вторжение извне» (англ. U.F.O.) — британский научно-фантастический фильм Доминика Бёрнса о вторжении пришельцев на Землю. Главные роли сыграли Бьянка Бри (дочь актёра Жан-Клода Ван Дамма, тоже снявшегося в этом фильме), и Шон Броснан (сын актёра Пирса Броснана). 24 декабря 2012 года лента вышла в прокат на территории Великобритании.
Доминик Бёрнс охарактеризовал свой фильм как нечто среднее между «Днём независимости» и «Монстрами», снятое в стиле «Знаков».

## Сюжет
В центре сюжета — пятеро друзей, которые, проснувшись однажды утром, обнаруживают, что электричества нет, мобильные телефоны не работают, а радио передаёт лишь белый шум. Две ночи спустя, выясняется причина этой аномалии — в их родной город вторгается огромный инопланетный корабль.

## В ролях
- Бьянка Бри — Кэрри
- Шон Броснан — Майкл
- Саймон Филлипс — Робин
- Майя Грант — Дана
- Джазз Линтотт — Винсент
- Питер Баррет — Кенни
- Жан-Клод Ван Дамм — Джордж
- Эндрю Шим — Сэм
- Амелия Линни — девочка
- Джулиан Гловер — Джон
- Шон Пертви — бродяга
- Джои Анса — офицер полиции / солдат «Black Ops»